# Спас Всемилостивый (икона)
Спас Всеми́лостивый — образ в иконографии Иисуса Христа, относящийся к типу иконы Пантократор (Вседержитель). Характерной чертой этого иконографического типа является изображение благословляющей руки Господа и раскрытой (закрытой) книги или свитка.

## История
Появление новой иконы относится к 60-м годам XII века — периоду формирование Владимирского княжества как сильной военно-политической державы. Представляет собой икону вновь вводимого праздника, о причинах учреждения которого свидетельствует памятник владимирской литературы «Сказание о победе над волжскими болгарами 1164 года и празднике 1 августа». Произведение в рукописи озаглавлено: «Месяца августа в 1 день празднуем всемилостивому спасу и пречистей его матере». Текст его гласит:

Ведети нам есть, братие, о сем възлюбленая еже пантократы день милости Божиа празднуемь, благочестивому и благоверному нашему царю князю Андрею уставлеши се праздновати
Упоминая день милости Божией Вседержителя («пантократы день милости божиа»), текст как бы задаёт и тип иконы — Пантократор, или Вседержитель. Повод введения нового церковного праздника с тем же названием — победа князя Андрея Боголюбского над волжскими булгарами в 1164 году — событие державного значения, которому в наибольшей степени соответствует именно указанный иконографический тип. И в дальнейшем история тех или иных икон «Спас Всемилостивый» иногда была связана с боевыми действиями, в которых соответствующий список с неё играет роль защитника Руси от того или иного неприятеля или содействует победе над ним.

## Известные списки

### Борисоглебская
Находится в городе Тутаеве (бывшем Романове-Борисоглебске) Ярославской области. Изображение огрудное; правая рука Иисуса Христа поднята для благословения, в левой — раскрытое Евангелие. От времени икона сильно потемнела. По преданию, икона написана в первой трети XV века святым преподобным Дионисием Глушицким для деревянной церкви князей Бориса и Глеба. Первоначально она располагалась в куполе, была как бы «небом» храма. Позднее её переместили в придел святых Бориса и Глеба над Царскими вратами, а в XVIII веке, после поновления, разместили в основном помещении храма.

### Кижи
Икона «Спас Всемилостивый» была очень значима для кижан. С ней связано предание о нашествии на рубеже XVI—XVII веков «панов» — польско-литовских отрядов. В легенде о Белом Спасе, записанной во второй половине XIX века, упоминается след, оставшийся на иконе от иноземной пули.
Образ Всемилостивого Спаса имели обе Кижские церкви. Их исследования провела Г. И. Фролова, опубликовавшая в 2003 году следующие сведения. Древний, чудотворный образ в серебряной ризе стоял, как свидетельствуют описи 1826 и 1830 годов, у клироса в Никольском приделе Покровской церкви, а копия с него в богатом украшении — у правого клироса в Преображенском храме.
«Спас, находившийся в Преображенской церкви, был облачён в тринадцатифунтовую серебряную под червонным золотом ризу и венец. Он был установлен в резной золочёный киот, который обрамлялся колоннами и завершался сенью с двумя коленопреклоненными ангелами. Это была единственная в храме икона с привесом — она имела крест, подвешенный на кавалерской ленте». Перед образом находился «для топления деревянного масла лампадик серебряной» чеканной работы с серебряной кистью. Там же стоял большой жестяной подсвечник.
«Спас Всемилостивый» — самая древняя (датировка: не ранее конца XVI века) икона в иконостасе Покровской церкви. Она располагается справа от царских врат, и происходит ещё из церкви-предшественницы нынешней Покровской церкви. По оценкам искусствоведов, «икона написана очень профессионально. Манера мастера отличается тонкой графичностью и колористическим вкусом. Об этом можно судить по изящным хрупким фигурам святых, по причудливым очертаниям растений на заднем плане, по мягкости и нежности колорита иконы».